# دانبرووا-گوگوله
دانبرووا-گوگوله (به لهستانی:  Dąbrowa-Gogole) یک روستا در لهستان است که در گمینا شپیتووو واقع شده‌است. دانبرووا-گوگوله ۵۵ نفر جمعیت دارد.